# Andra flygeskadern
Andra flygeskadern (E 2) även känd som Jakteskadern var en flygeskader inom svenska flygvapnet som verkade i olika former åren 1942–1966. Förbandsledningen var förlagd i Ängelholms garnison i Ängelholm.

## Historik
Andra flygeskadern bildades 1942 och invigdes officiellt 1943 på Södra Hamngatan i Göteborg. År 1957 kom den att omlokaliseras till Skånska flygflottiljen (F 10) i Ängelholm. Eskadern bestod till en början av blandade flygslag. År 1948 kom den dock att renodlas till en jakteskader fram till att den avvecklades 1966. Ledningen över de ingående flottiljerna kom då att överföras till de olika militärområdena.

## Ingående enheter
Andra flygeskadern var den samlade benämningen på jaktflottiljer som gemensamt skulle genomföra jaktföretag i händelse av krig.

### 1942–1948
| Flottiljer                    | Flygslag  | Huvudtyper              |
| ----------------------------- | --------- | ----------------------- |
| Västgöta flygflottilj (F 6)   | Lätt bomb | J 9 B 5 Northrop / B 17 |
| Skaraborgs flygflottilj (F 7) | Lätt bomb | B 17                    |
| Göta flygflottilj (F 9)       | Dagjakt   | J 22                    |
| Hallands flygflottilj (F 14)  | Lätt bomb | B 3 Junkers             |
| Upplands flygflottilj (F 16)  | Dagjakt   | J 22                    |

### 1948–1957
| Flottiljer                    | Flygslag | Huvudtyper            |
| ----------------------------- | -------- | --------------------- |
| Jämtlands flygflottilj (F 4)  | Dagjakt  | J 26 Mustang          |
| Göta flygflottilj (F 9)       | Dagjakt  | J 28B Vampire         |
| Skånska flygflottiljen (F 10) | Dagjakt  | J 21R / J 28B Vampire |
| Kalmar flygflottilj (F 12)    | Dagjakt  | J 21A-2               |
| Hälsinge flygflottilj (F 15)  | Dagjakt  | J 21A-2 / J 21 A-3    |

### 1957–1966
| Flottiljer                    | Flygslag | Huvudtyper                |
| ----------------------------- | -------- | ------------------------- |
| Östgöta flygflottilj (F 3)    | Jakt     | J 29 Tunnan               |
| Göta flygflottilj (F 9)       | Jakt     | J 29 Tunnan / J 34 Hunter |
| Skånska flygflottiljen (F 10) | Jakt     | J 29 Tunnan / J 34 Hunter |
| Kalmar flygflottilj (F 12)    | Jakt     | J 32B Lansen              |

## Förbandschefer
Befattningen eskaderchef hade tjänstegraden generalmajor
| Eskaderchefer - 1943–1946: Åge Lundström - 1947–1957: Folke Ramström - 1957–1966: Ingvar Berg | Ställföreträdande eskaderchefer - 1957–1959: Ingemar Nygren - 1959–1963: Gunnar Lindberg - 1963–1966: Sten Rydström |

## Namn, beteckning och förläggningsort
| Andra flygeskadern | 1943-??-?? | – | 1966-09-30 |

| E 2 | 1943-??-?? | – | 1966-09-30 |

| Göteborg (F)           | 1943-??-?? | – | 1957-??-?? |
| Ängelholms flygbas (F) | 1957-??-?? | – | 1966-09-30 |